# Piero Nappi

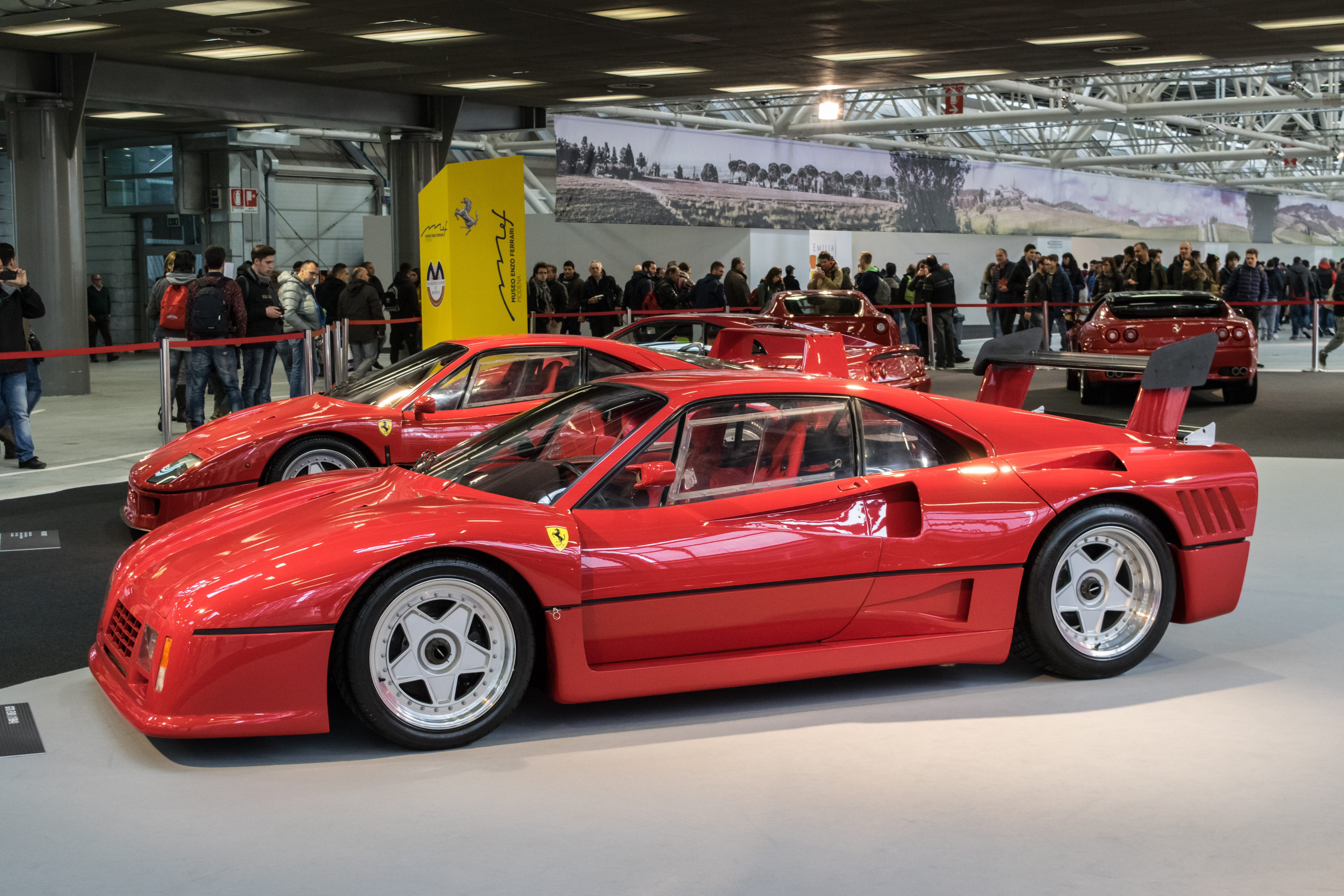
Auf einem Ferrari F40 Evo bestritt Piero Nappi das 24-Stunden-Rennen von Le Mans 1996

Piero Nappi (* 3. Dezember 1955 in Neapel) ist ein ehemaliger italienischer Autorennfahrer.

## Karriere als Rennfahrer
Piero Nappi fuhr nur sporadisch Rennen, aber seine Karriere dauerte knapp 30 Jahre. Seinen ersten internationalen Einsatz hatte er beim 6-Stunden-Rennen von Mugello 1977, einem Wertungslauf der Sportwagen-Weltmeisterschaft dieses Jahres. Gemeinsam mit seinem Landsmann Cosimo Turizio fuhr er einen Ford Escort, der nach 44 gefahrenen Runden wegen eines Defekts an der Saugrohreinspritzung ausfiel. Nach einem kurzen Engagement in der Formel-2-Europameisterschaft 1981 bestritt Nappi ausschließlich GT- und Sportwagenrennen.
Er wurde zum Spezialisten für die Rennstrecke von Vallelunga, wo er bis zum Ende seiner Karriere 2006 jährlich beim 6-Stunden-Rennen am Start war. Seine beste Platzierung bei dieser Veranstaltung war der siebte Endrang 2001. 1996 fuhr er gemeinsam mit Robin Donovan und Tetsuya Ota einen Ferrari F40 GTE beim 24-Stunden-Rennen von Le Mans, der nach 129 Runden mit einem Motorschaden ausfiel.

## Statistik

### Le-Mans-Ergebnisse
| Jahr | Team                               | Fahrzeug        | Teamkollege   | Teamkollege | Platzierung | Ausfallgrund |
| ---- | ---------------------------------- | --------------- | ------------- | ----------- | ----------- | ------------ |
| 1996 | Ennea SRL Igol Ferrari Club Italia | Ferrari F40 GTE | Robin Donovan | Tetsuya Ota | Ausfall     | Motorschaden |